# Liechtensteiner-Cup 1976-1977
La Liechtensteiner-Cup 1976-1977 è stata la 32ª edizione della coppa nazionale del Liechtenstein conclusa con la vittoria finale del USV Eschen/Mauren, al suo secondo titolo.
Della competizione è noto solo il risultato della finale.

## Finale
La partita venne decisa ai rigori dopo che terminò 0-0 alla fine dei tempi supplementari.
| Balzers | USV Eschen/Mauren | 4 – 2 | Vaduz |  |